# José Santa
José Fernando Santa Robledo (ur. 12 września 1970 w Pereirze) – piłkarz kolumbijski grający na pozycji obrońcy.

## Życiorys
Santa przez całą karierę związany był z klubem Atlético Nacional, w którym spędził 12 lat. Z Nacionalem trzykrotnie był mistrzem kraju w latach 1991, 1994 i 1999, a także zdobył Copa Interamericana w 1990 i 1997 roku oraz Copa Merconorte w 1998 roku. Karierę piłkarską zakończył w 2000 roku z powodu kontuzji.
Na szczeblu reprezentacyjnym Santa występował niemal w każdej kategorii wiekowej. Reprezentował Kolumbię w każdej kategorii aż do U-23, a w pierwszej reprezentacji zadebiutował w 1995 roku. Brał udział w Letnich Igrzyskach Olimpijskich w Barcelonie, na których zajął z kadrą ostatnie, 4. miejsce w grupie. Występował także w Copa América 1995 (3. miejsce) i Copa América 1997 (ćwierćfinał). W 1998 roku był członkiem kadry narodowej na Mistrzostwa Świata we Francji. Zagrał tam 2 meczach grupowych: z Rumunią (0:1) oraz Tunezją (1:0) i w obu dostał żółtą kartkę.
W reprezentacji Kolumbii Santa wystąpił w 28 meczach.